# Sphagnum platyphylloides
Sphagnum platyphylloides är en bladmossart som beskrevs av Warnstorf 1891. Sphagnum platyphylloides ingår i släktet vitmossor, och familjen Sphagnaceae. Inga underarter finns listade i Catalogue of Life.